# Курська дуга (меморіальний комплекс)
Курська дуга — меморіальний комплекс, розташований вздовж проспекту Перемоги міста Курська. Об'єкти комплексу слугують цілі увічнення подвигу радянського народу в Курській битві часів Німецько-радянської війни. Відкриття відбулося до 55-річчя Курської битви 5 липня 1998 року.

## Об'єкти комплексу

### Тріумфальна арка
Тріумфальна арка, збудована у 2000 році, є центральним об'єктом меморіального комплексу. Вона символізує перемогу над ворожими загарбниками. Висота споруди становить 23,5 м. Арка прикрашена скульптурами воїнів різних епох: давньоруського воїна, гренадера, піхотинця та танкіста часів Курської битви.

### Пам'ятник маршалу Жукову
Пам'ятник Георгію Жукову зображує маршала на повний зріст. Його авторами виступили курські скульптори В. І. Бартенєв та І. А. Мінін.

### Храм св. Георгія Побідоносця
Храм Святого Великомученика Георгія Побідоносця було зведено за проектом курських архітекторів Валерія Михайлова та Павла Пахомова у 2008 році. Освячено 5 жовтня 2008 року (у рік 65-річчя Курської битви) архієпископом Курським та Рильським Германом. Усередині храму розташовуються близько семи тисяч мармурових табличок з іменами радянських воїнів, що загинули на Курській дузі.

### Стела «Місто військової слави»
Стела «Місто військової слави» була відкрита на території меморіального комплексу 22 квітня 2010, через три роки після присвоєння Курську почесного звання РФ Місто військової слави.

### Алея військової техніки
На території комплексу Курська дуга розташована алея військової техніки часів Німецько-радянської війни. Тут представлені зразки бронетехніки, засіб ППО, а також ствольна артилерія та самохідна артилерійська установка. На алеї містяться бойова машина реактивної артилерії БМ-13 «Катюша», САУ ІСУ-152, гармати ЗіС-3, ЗіС-2, Д-44, БС-3, М-30, зенітна гармата АЗП-39, гаубиця Д-1, танк Т-34.

### Інші об'єкти
Гранітний надгробок «Невідомому солдату Курської землі» з низкою журавлів, що злітають, встановлено на братській могилі червоноармійців, розстріляних на цьому місці нацистами. Останки їхніх тіл виявили під час будівництва комплексу. На згадку про героїв Німецько-радянської війни біля меморіального комплексу «Курська дуга» горить Вічний вогонь.